# Афанасьев, Николай Яковлевич
Никола́й Я́ковлевич Афана́сьев (31 декабря 1820 (12 января 1821), Тобольск — 22 мая (3 июня) 1898, Санкт-Петербург) ― русский скрипач и композитор.

## Биография
Родился в Тобольске 31 декабря 1820 (12 января 1821) года. По отцу происходил из рода князей Долгоруких (отец, скрипач Яков Иванович Афанасьев был внебрачным сыном князя Ивана М. Долгорукова).
Музыкальное образование получил у своего отца. Уже в пятнадцать лет выступил с сольным концертом в Москве, а через два года был принят в оркестр Императорской оперы, где вскоре стал концертмейстером. В 1841 году покинул этот пост и стал дирижёром частной крепостной оперы Шепелева в Выксе, где поставил несколько спектаклей. Через несколько лет он принял решение посвятить себя сольному исполнению, дал несколько концертов в крупнейших городах России и к 1851 году поселился в Петербурге, где также выступал как солист и руководил оркестром Итальянской оперы. С 1853 года Н. Я. Афанасьев преподавал игру на фортепиано в Смольном институте. В 1857 году его концерты прошли в Германии, Франции, Англии, Швейцарии и Италии.
По возвращении с гастролей в Россию он занялся сочинением музыки, и с этого времени стал известен почти исключительно как композитор. Перу Афанасьева принадлежит большое количество произведений, но большинство из них до сих пор не опубликованы. При жизни композитора успехом пользовались его камерные работы: так, струнный квартет «Волга», написанный около 1860 года, был удостоен первой премии Русского музыкального общества. Судьба опер Афанасьева сложилась более драматично: единственная постановка оперы «Аммалат-бек» по роману А. А. Бестужева-Марлинского состоялась в Мариинском театре 23 ноября 1870 года и не имела успеха, другие же его сочинения для музыкального театра вообще не были исполнены или существуют лишь в рукописях.
В творчестве Н. Я. Афанасьева ярко проявилось влияние русского музыкального фольклора: нередко он использовал мотивы и ритмы народных песен и танцев. В 1866 году под редакцией Афанасьева вышел в печать сборник народных песен, обработанных для четырёхголосного хора a capella. 
В своих мемуарах, написанных в 1890 году и напечатанных в «Историческом вестнике», Афанасьев описал музыкальную жизнь России середины XIX века. За два года до смерти музыкант был избран в почётные члены Русского музыкального общества.
Умер в Санкт-Петербурге 22 мая (3 июня) 1898 года. Похоронен на Волковском православном кладбище.

## Основные сочинения
Оперы
- «Тарас Бульба» (около 1860)
- «Вакула-кузнец» (1875)
- «Аммалет-бек» (1870)
- «Стенька Разин»

Кантата
- «Пир Петра Великого» (1860)

Оркестровые сочинения
- Шесть симфоний
- Девять концертов для скрипки с оркестром
- Концерт C-dur для виолончели с оркестром (около 1850; впервые опубликован в 1949)
- Адажио и рондо D-dur для скрипки с оркестром
- Блестящие вариации G-dur для скрипки с оркестром, соч. 17
- Ноктюрн E-dur для скрипки с оркестром
- Фантазия и блестящие вариации E-dur для скрипки с оркестром, соч. 26

Камерные сочинения
Скрипка и фортепиано:
- Соната a-moll (около 1860; впервые опубликована в 1952)
- Фантазия и вариации на русские мотивы d-moll, соч. 25
- Салонные пьесы: Баркарола, Ноктюрн, Романс без слов, «Осенний вечер», «Встреча», Элегия и др.
- Блестящие вариации на тирольскую тему G-dur

Другие составы:
- Октет «Новоселье»
- Октет «Воспоминание»
- Струнный секстет
- Два струнных квинтета
- Фортепианный квинтет F-dur «Воспоминание об Италии»
- Двенадцать струнных квартетов
- Трио, сонаты и др.

Хоровые сочинения
- 64 русские народные песни (1866)
- Песни, романсы и др.